# Octonoba sinensis
Octonoba sinensis es una especie de araña araneomorfa del género Octonoba, familia Uloboridae. Fue descrita científicamente por Simon en 1880.
Habita en China, Corea, Japón y los Estados Unidos (desde Maryland a Carolina del Sur, también en Texas y Kansas). El macho mide 3-5,8 mm y la hembra 2,8-3,3 mm.